# Mietvertrag (Österreich)
Der Mietvertrag ist ein Bestandvertrag, dessen in Bestand gegebene Sache sich ohne weitere Bearbeitung gebrauchen lässt (§ 1091 ABGB).

## Gesetzliche Regelung

### Allgemeine Regeln
Die Grundzüge des Mietrechts sind in den §§ 1090-1121 des Allgemeinen Bürgerlichen Gesetzbuchs (ABGB) geregelt, das eine weitgehende Vertragsfreiheit zulässt.
Mietverträge können über alle beweglichen und unbeweglichen Gegenstände sowie Rechte geschlossen werden, die auch Gegenstand eines Kaufvertrags sein können (§§ 1092, 1093 ABGB). Der Mietvertrag ist ein vertragliches Dauerschuldverhältnis, das den Eigentümer (Bestandgeber) verpflichtet, dem Bestandnehmer den Gebrauch einer unverbrauchbaren Sache auf eine gewisse Zeit und gegen einen bestimmten Preis zu überlassen (§ 1090 ABGB). Unverbrauchbare Sachen sind Sachen, die ohne ihre Zerstörung oder Verzehrung den gewöhnlichen Nutzen gewähren (§ 301 ABGB). Verbrauchbare Sachen sind üblicherweise Gegenstand von Kaufverträgen, für die der Eigentumsübergang kennzeichnend ist und die freie Verfügungsbefugnis des Erwerbers (§§ 353, 354 ABGB).
Die Pflicht zur Gebrauchsüberlassung gegen Entgelt hat der Miet- mit dem Pachtvertrag gemeinsam, bei dem die in Bestand gegebene Sache „aber nur durch Fleiß und Mühe benützt werden kann.“ Für die Abgrenzung ist entgegen dem insoweit irreführenden Wortlaut „die Zweckbestimmung der Bestandsache bei Vertragsabschluss“ relevant und gerade nicht die Eigenheit des Bestandobjekts. § 1091 ist nach seinem Wortlaut dahin auszulegen, dass bei der Miete bloß der (vereinbarungsgemäße) Gebrauch der Sache (= die Verwendung) eingeräumt wird, während es sich bei der Pacht
um Gebrauchsüberlassung mit Fruchtziehungsbefugnis (in §§ 1096 u 1107 „Genuß“, in §§ 1091, 1098 u 1104 f „benützen“) handelt. Werden mehrere unterschiedliche Sachen in Bestand gegeben, ist die Beschaffenheit der Hauptsache maßgeblich (§ 1091 Satz 2 ABGB).

### Spezialgesetze
Das Mietrechtsgesetz (MRG) gilt für die Immobiliarmiete, also Mietverträge, die sich auf Wohnungen, Wohnungsteile und Geschäftsräumlichkeiten aller Art beziehen und damit sowohl für die Wohnraum- als auch die Geschäftsraummiete sowie genossenschaftliche Nutzungsverträge. Sofern das MRG gilt, verdrängt es insoweit das ABGB, letzteres ist dann subsidiär. Durch die vollständige, teilweise oder fehlende Anwendbarkeit des MRG unterscheiden sich die jeweiligen Mietverhältnisse (§ 1 Abs. 1 bis 5 MRG). In Mietverträgen, die dem MRG unterliegen, kann nicht zum Nachteil des Mieters von den Regelungen des MRG abgewichen werden.
Für Miet- oder Nutzungsverhältnisse mit einer gemeinnützigen Bauvereinigung gilt insbesondere zur Mietzinsbildung das Wohnungsgemeinnützigkeitsgesetz mit eigenen Regelungen. Ergänzend gilt das MRG.